# Capellanía de la Aparición de Santiago Apóstol
La Capellanía de la Aparición de Santiago Apóstol se encuentra en la localidad leonesa de Magaz de Abajo en España.

## Historia
La Ermita de Magaz de Abajo fue fundada por iniciativa particular en el año 1757 por el cura Santiago Garnelo, denominándola Capellanía de la Aparición de Santiago Apóstol, y al no tener descendendientes, fue heredada por sus sobrinos.

## Renacer para la Ermita
Este edificio del Siglo XVIII recibió en el pasado año 2010, 268.000 € del Ministerio de Fomento (en concreto de su plan cultural para la recuperación del patrimonio arquitéctónico). La empresa encargada de realizar la rehabilitación del edificio es DAMARIM S.L.